# Милсап (Тексас)
Милсап (енгл. Millsap) град је у америчкој савезној држави Тексас. По попису становништва из 2010. у њему је живело 403 становника.

## Демографија
Према попису становништва из 2010. у граду је живело 403 становника, што је 50 (14,2%) становника више него 2000. године.
| Група             | 2000.       | 2010.       |
| Белци             | 298 (84,4%) | 324 (80,4%) |
| Афроамериканци    | 0 (0,0%)    | 1 (0,2%)    |
| Азијати           | 1 (0,3%)    | 2 (0,5%)    |
| Хиспаноамериканци | 46 (13,0%)  | 71 (17,6%)  |
| Укупно            | 353         | 403         |